# Lipovník, Rožňava
Lipovník este o comună slovacă, aflată în districtul Rožňava din regiunea Košice. Localitatea se află la altitudinea de 360 m deasupra n.m., se întinde pe o suprafață de 12,72 km2 și în 2017 număra 511 locuitori.

## Istoric
Localitatea Lipovník este atestată documentar din 1280.

## Demografie
| An:                | 1994 | 2004   | 2014   | 2024   |
| ------------------ | ---- | ------ | ------ | ------ |
| Număr de persoane: | 561  | 520    | 493    | 509    |
| Diferență:         |      | −7,30% | −5,19% | +3,24% |

| An:                | 2023 | 2024   |
| ------------------ | ---- | ------ |
| Număr de persoane: | 516  | 509    |
| Diferență:         |      | −1,35% |